# Erosaria poraria
Erosaria poraria is een slakkensoort uit de familie Cypraeidae.De wetenschappelijke naam werd gepubliceerd in 1758 door Carl Linnaeus in de tiende editie van Systema naturae.